# نیتن اسلستون
نیتن اسلستون (انگلیسی: Nathan Eccleston؛ زادهٔ ۳۰ دسامبر ۱۹۹۰) یک بازیکن فوتبال اهل بریتانیا است.